# Акжол (Ордабасинський район)
Акжо́л (каз. Ақжол) — село у складі Ордабасинського району Туркестанської області Казахстану. Входить до складу Карааспанського сільського округу.
До 1999 року село називалось Леніно.
Населення — 611 осіб (2021; 729 у 2009, 696 у 1999, 560 у 1989).